# Maira (Hund)
Maira (altgriechisch Μαῖρα Maíra) ist in der griechischen Mythologie der Hund des Ikarios, des sagenhaften Begründers des Weinbaus in Attika. Nach seinem Tod wurde er von Zeus als Stern Sirius an den Himmel versetzt.
Ikarios war von betrunkenen Hirten erschlagen worden und sein Leichnam lag unbeerdigt unter einem Baum verscharrt, nach einer anderen Version war sein Leichnam in den Quellschacht des Anigros geworfen worden. Seine Tochter Erigone machte sich auf die Suche nach dem Vater, wobei Maira ihr half. Nachdem sie ihren Vater begraben hatte, erhängte Erigone sich in ihrer Verzweiflung. Nach Nonnos verhungerte Maira auf dem Grab, von dem er nicht weichen wollte. Nach Hyginus stürzte Maira sich in den Quellschacht.
Wie Ikarios und Erigone wird auch Maira unter die Sterne versetzt, und zwar als Sirius, der „Hundsstern“, der bei den Griechen Maira hieß. Bei Hyginus (Astronomica 2,2) wird der Stern nicht als Sirius, sondern als Prokyon, der Hauptstern im Sternbild des Kleinen Hundes, identifiziert.